# Національна премія України імені Тараса Шевченка — лауреати 2006 року
Національні премії України імені Тараса Шевченка в галузі літератури, журналістики, мистецтва і архітектури 2006 року були присуджені Указом Президента України від 7 березня 2006 р. № 208 за поданням Комітету по Національних преміях України імені Т. Г. Шевченка. Розмір Національної премії України імені Тараса Шевченка склав сто тисяч гривень кожна.

## Список лауреатів
| Галузь                           | Лауреат | Обґрунтування                                                                                       |
| -------------------------------- | --- | --------------------------------------------------------------------------------------------------- |
| Література                       | Гусейнов Григорій Джамалович — письменник | за художньо-документальний життєпис у 9-ти книгах «Господні зерна».                                 |
| Література                       | Качуровський Ігор Васильович — письменник | за книгу «Променисті сильвети».                                                                     |
| Література                       | Кичинський Анатолій Іванович — поет | за книги поезій «Пролітаючи над листопадом», «Танець вогню».                                        |
| Образотворче мистецтво           | Безніско Євген Іванович — художник | за серію ілюстрацій до творів Івана Франка.                                                         |
| Образотворче мистецтво           | Недяк Володимир Володимирович — автор-упорядник, художник, ілюстратор, фотограф                                                                                 | за ілюстровану історію українського козацтва «Україна — козацька держава».                          |
| Концертно-виконавська діяльність | Матюхін Валерій Олександрович — художній керівник, головний диригент Національного ансамблю солістів «Київська камерата»                                        | за музично-мистецький проект «Музика від старовинних часів до сьогодення».                          |
| Концертно-виконавська діяльність | Нечепа Василь Григорович — кобзар-лірник | за концертну програму «В рокотанні, риданні бандур».                                                |
| Журналістика і публіцистика      | Погрібний Анатолій Григорович — публіцист | за публіцистичну трилогію «По зачарованому колу століть», «Раз ми є, то де?», «Поклик дужого чину». |
| Теорія та історія мистецтва      | Чегусова Зоя Анатоліївна — мистецтвознавець | за альбом-каталог «Декоративне мистецтво України кінця XX століття. 200 імен».                      |
| Тетатральне мистецтво            | Кучинський Володимир Степанович — режисер-постановник Стефанов Олег Дмитрович — актор Половинка Наталія Юхимівна — актриса Водичев Андрій Володимирович — актор | за вистави за творами Платона, Г. Сковороди, В. Стуса у Львівському театрі імені Леся Курбаса.      |